# Ectropothecium tahitense
Ectropothecium tahitense là một loài Rêu trong họ Hypnaceae. Loài này được (Ångström) A. Jaeger mô tả khoa học đầu tiên năm 1880.